# 国有鉄道運賃法
国有鉄道運賃法（こくゆうてつどううんちんほう、昭和23年7月7日法律第112号）とは、日本の国有鉄道（運輸省鉄道総局および日本国有鉄道）の運賃について定めた法律である。
国の行う独占的事業の料金には国会が関与すべきであるという財政民主主義の考え方から、国鉄の旅客・貨物の賃率を具体的に条文で定めた法律である。これにより、国鉄は運賃を改定するにも制度を変更するにも毎回国会に要請して法改正をする必要が生じ、国鉄経営の強い束縛となった。このため国鉄財政の悪化した後期には法改正がされて、運賃の法定制が緩和されて運輸大臣認可により運賃改定ができることになった。1987年（昭和62年）の国鉄分割民営化に伴い、国有鉄道運賃法は廃止となった。
この記事では、鉄道省や運輸省が運営していた頃の国有鉄道も、公社としての日本国有鉄道も、合わせて国鉄と記載する。

## 制定の経緯
この法律の制定以前、日本の国鉄の運賃には法律的な根拠が何も定められておらず、1933年（昭和8年）に鉄道運賃審議会が設置されて学識経験者が諮問に応じるようになった程度で、実際には政府の一存で決定され、鉄道省告示の形式で提示されているだけであった。これに対して私鉄（地方鉄道と軌道）に関しては、それぞれの法律において運賃・料金は主務大臣の認可を受ける旨の規定があって明確であった。なお鉄道運賃審議会は1945年（昭和20年）に鉄道会議に吸収され、1948年（昭和23年）に休止された。
1939年（昭和14年）に価格等統制令が制定されると、1939年（昭和14年）9月18日時点の価格で一切の物価を凍結し、値上げが禁止されることになった。例外として、事業法規で認可を受けている価格については、その認可によって変更が認められる規定となっていた。私鉄の運賃は法令上認可事項とされていることが明らかであったため、認可によってこの後も変更が可能であったが、国鉄の運賃は法的根拠が明確でないため、そのままでは運賃の値上げが一切不可能となってしまうことになった。そこで鉄道営業法で運賃料金の公告と、値上げの際には1か月前の公告義務が定められており、これは国鉄にも適用されるものであったことから、これを根拠法規であるといささか無理のある解釈を押し通すことで、国鉄の運賃も変更可能であることにした。
第二次世界大戦後制定された日本国憲法では、財政民主主義の考え方から国会の関与を重視するようになった。戦前の大日本帝国憲法第62条においては租税法律主義を定めており、税を課したり税率を変更したりするためには法律の制定が必要であるとしていたが、行政上の手数料その他の収納金についてはこの限りではないとしていた。これに対し日本国憲法においては、日本国憲法第83条において財政処理の権限は国会の議決に基づいて行使しなければならないこと、日本国憲法第84条において租税法律主義を定めている。ここで第84条では、行政上の手数料等を除外する旨の規定は設けられなかった。このため旧憲法との対比から、国の独占事業料金も含まれるとの解釈が通説となり、法学者の宮澤俊義は「日本国有鉄道などの公共企業体が行う事業はこうした独占事業であり、その利用料金は租税に準じて扱われるべきものであることは明白」と解釈していた。
1947年（昭和22年）に公布された財政法第3条では「租税を除く外、国が国権に基づいて収納する課徴金及び法律上又は事実上国の独占に属する事業における専売価格若しくは事業料金については、すべて法律又は国会の議決に基づいて定めなければならない」と規定された。この条文が憲法第84条に直接基づくものであるか、精神を生かして新たに制定したものであるかの解釈については、財政法第3条の施行が政令で定めることとされ先送りされていることや、後の国鉄運賃法定制度を緩和する審議の際にも憲法上の要請によるものではないと答弁していることなどから、政府としては憲法第84条に直接基づくものではないと考えていたとされる。
この規定に基づけば、国鉄の運賃も法律か国会の議決に基づかなければならないことになる。これに対し国鉄側は、法案の時点で鉄道の運賃を国会の議決によって定めている国は世界中でもセイロン（現在のスリランカ）とノルウェーしかない上に、その当時のような激しいインフレーションの進行する中でこのような束縛をされると、物価や賃金の上昇に運賃の値上げが追いつかなくなると反論して、条文の削除か修正を求めた。これに対し大蔵省側は、「法律又は国会の議決によって」ではなく「法律又は国会の議決に基づいて」であるから、法律に基づいて運賃の認可を運輸大臣に委任してもよく、運賃の実額を法律で定める必要まではなく、またインフレーションが進行している間はこの条文を施行しないつもりであり、実施期日は政令をもって定めるとしてあると反論し、これに国鉄側は納得したとされる。また、この法律の制定は連合国軍最高司令官総司令部 (GHQ) の求めでもあった。
ところが、1947年（昭和22年）12月に当時の片山内閣は、公務員に2.8か月分の年末手当を支給することにしたが、財源の都合上年内には2か月分を支給し、残り0.8か月分は年明けに支給することになった。当時国有鉄道会計に対し政府の一般会計から繰り入れを行っていたところを削減して、この0.8か月分の財源に充てるために、国有鉄道会計の不足を補う運賃値上げを計画し、これを含んだ補正予算案が国会に提出された。ところがこの予算案に対し、予算委員長の鈴木茂三郎は、財政法第3条が未施行のままでは審議に応じられないと審議を拒否し、片山内閣が崩壊するひとつのきっかけとなった。財政法第3条が未施行のままでは国会軽視であり、法律を忠実に履行していないという議論が国会の大勢を占めるようになり、これを受けて政府は財政法第3条を1948年（昭和23年）4月16日から施行することを受け入れざるを得なくなった。しかし当時の食糧管理の実情から見て、食糧管理法に基づく米価の決定を法律によって行うことは不可能であり、これらを除外する必要があった。そこで物価統制令が施行されている間に限り、財政法第3条の規定の適用から除外することができる旨を定めた財政法第三条の特例に関する法律（以下特例法と略す）を制定することになった。この法律によっても、国鉄の旅客貨物の基本賃率、郵便、電信電話、郵便貯金、郵便為替および郵便振替の料金、国産たばこの定価といった事項は法律によって定めても構わないというのが政府の立場となり、法定される方向になった。このうち戦前から法定であった郵便以外は、国鉄の運賃問題に巻き込まれる形で法定され、経営の束縛を受けることになった。
運賃を法定する方法として2通りの案が考えられた。運賃を改定するたびに国会で議決してもらう方法と、あらかじめ運賃を定める法律を制定しておいて運賃改定に際しては法律を改正する方法である。前者は、仮に将来財政法第3条が改正されたり廃止されたりすると、運賃を束縛する規定がなくなってすぐに自由になるが、一方で毎回議決してもらうたびに議論次第で束縛する範囲が拡大される恐れがある。また物価統制令が失効して特例法が無効になると、束縛範囲の限定もなくなる恐れがあった。後者は、財政法第3条が改正されても運賃を定める法律が有効な限り束縛が残るが、束縛の範囲は法律で限定されている上に、運輸大臣などに認可を委任する方法を取ることでさらに束縛範囲を限定することが可能であった。これらの比較から後者の方法が取られることになった。
法制にかかわった国鉄官僚の石井昭正は、このような経緯から、公共企業体の料金価格が法定されているのは必然的な根拠があるわけではなく、まったくのはずみから生まれたものだったと述べている。
国有鉄道運賃法は、1948年（昭和23年）6月2日に第2回国会に法案が提出され、7月2日に衆議院で修正の上可決、7月4日に参議院でも衆議院の修正案通り可決して成立し、7月7日に法律第112号として公布され、政令第150号によって7月10日から施行（旅客運賃関係の第3条から第6条は7月18日施行、鉄道営業法改正に関する第11条および第12条は7月19日施行）となった。

## 条文
ここでは、制定当初の条文について説明する。

### 運賃設定の原則
第1条は総則であり、国有鉄道およびこれに関連する国営船舶の旅客および貨物運賃とこれに関連する料金をこの法律で定めることと、その設定の原則を定めている。国営船舶を含めているのは、鉄道連絡船も鉄道網の一環を形成していると考えられたためで、一方で国営自動車（国鉄バス）は民間のバスと歩調を合わせて運賃を設定していることや、事業規模の面から見て事実上国の独占する事業とは言い難いという理由で除外されている。また、関連する料金というのは、鉄道手小荷物運賃、急行料金、貨物保管料、入場料などの鉄道輸送に関連するものであり、国鉄が営業していても広告料金や倉庫料金などは含まれない。
また運賃料金の設定原則は、1 公正妥当なものであること、2 原価を償うものであること、3 産業の発達に資すること、4 賃金及び物価の安定に寄与すること、と定められている。これらは各号が独立して達成するべきものではないとされているが、誰が読んでも抽象的で曖昧かつ相互に矛盾する内容であるとの批判がある。個別の原則は妥当であるとしても、運賃を決定する際に並立するか疑わしい原則であり、2と3・4の間には特に相反があり、しばしば物価の安定のためと称して運賃値上げを先送りされ、原価を償うことが犠牲にされた。専門的には各種答申により、国鉄は独立採算事業として2の原価を償うことを中心原則とするべきであり、他の3原則はその範囲で考慮すべきものであること、そして個別原価主義に立つべきものであるとされたが、そのような解釈はなかなか定着しなかった。制定時には、政府も国会もこのような原則を明文化する必要はないという意見もあったという。
原価を償うとは、総括原価を償うという意味で解釈され、個別の輸送では原価を割っていても全体として収支が償えばよいとされている。しかしどの範囲まで総括するべきかは明確ではない。たとえば、旅客輸送と貨物輸送はほとんど別の事業であるため、個別に計算して原価を償うことが望ましいとされていたが、実際には1960年度（昭和35年度）まで貨物はずっと赤字であり、旅客の黒字で補っていた。1961年（昭和36年）の改定により、ようやく貨物も原価を償う運賃となったが、輸送品目により異なる賃率であったため、品目によっては原価割れであり、特に農林水産製品は政治的な理由で安い運賃となっていた。

### 旅客運賃と料金
第2条は旅客運賃は普通運賃と定期運賃からなること、等級は一等、二等、三等があることを定めている。回数券やそのほかの割引運賃に関する明文の定めはなく、第8条に基づく普通運賃の変形なのか、第9条に基づく法定外の運賃なのかという問題があるが、前者であろうと解釈されている。
第3条は、第1項で三等旅客運賃のキロメートル当たりの単価を定めるとともに、第2項では二等運賃は三等運賃の3倍、一等運賃は三等運賃の6倍と定めている。各等級の運賃の比率は法制定時の現状通りであり、比率を変更するためには法改正が必要となった。運賃については、営業キロに対して計算することになっていて、営業キロは駅間の距離を10分の1キロメートル単位までで運輸省告示によって公示したものであるが、実際の距離とほとんど同じであるものの、必ず同じでなければならないという規定はなかった。そのため営業キロを操作することによって運賃を増減することが可能であるが、法律の趣旨はそのようなことを想定したものではないとされる。
第4条は航路の旅客運賃について定めたもので、別表第一を参照することとされていた。法制定時に存在した国鉄航路について表形式で運賃表が定められていた。
第5条は定期旅客運賃について定めており、1か月・3か月定期券は普通旅客運賃の100分の50、6か月定期券は100分の40を超えない範囲で、運輸大臣に実際の運賃額を委任している。定期券はその種類やキロ程によっても割引率を変えていたので、一定の割引率を定めることができず、法律では上限のみを定めて後は運輸大臣に任せる方式となった。また国鉄の運賃は、後述する第8条の規定に基づいて第3条の賃率より割引している区間があったが、定期券の運賃上限はこうした割引運賃ではなく、第3条通りの運賃を前提とする。基準となる普通運賃の額は、その区間を1日1往復するものとして考え、1か月定期券では普通運賃60回分、3か月定期券では180回分、6か月定期券では360回分に対して割引率を考える。定期券の期間は、条文では1か月・3か月・6か月の3通りのみ記載されているが、これに限定するという趣旨ではなく、これ以外の期間の定期券も法令の趣旨を逸脱しないのであれば発売可能であると解釈されていた。
第6条は、急行料金と準急行料金を定めており、別表第二を参照することになっていた。特例法では国鉄に関連して法定を要するのは、旅客と貨物の基本賃率とされており、急行料金などは基本賃率ではないので必ずしも法定する必要はない。しかし利用者の大きな関心のある料金であることと、運賃と独立してこの料金を改定することはおよそ考え難く、法定を回避するほどの必要性はないことから、法律に明示されることになった。なお制定時には特別急行料金（特急料金）の定めがなかったが、1949年（昭和24年）9月15日から特急列車「へいわ」の運転が開始されることに合わせて、1949年（昭和24年）5月から特別急行料金が定められた。しかし急行料金は列車の使用料金的な性格が強くなってきたことや、特急料金は距離別ではなく区間別に設定することにしたことから、法定制のままでは特急列車の新規設定や停車駅の変更のたびに法改正が必要になってしまうという理由で、1960年（昭和35年）7月から運輸大臣認可に変更された。

### 貨物運賃
第7条は貨物運賃について定めている。車扱貨物運賃と小口扱貨物運賃があり、車扱貨物運賃は別表第三の賃率に従うこと、小口扱貨物運賃は運輸大臣に委任することを定めている。貨物の運賃は、輸送する品目が等級にわけられており、同じ輸送距離でも等級が低いほど運賃が安価になる仕組みであった。これは実際の輸送にかかるコストとは関係なく、国民生活に欠かせない物資は安く、ぜいたく品・嗜好品は高くなるように定めたものであった。この法律の制定時では11の等級に分かれており、11等級がもっとも安くなるように等級別の賃率表が定められていた。たとえば1トンの貨物を10キロメートルまでの範囲で輸送するときの運賃は、1級の貨物は95円であるが、11級の貨物は21円である。貨物は68品類約1100種類にわたって等級が定められており、これは運輸省告示によって決められていた。したがって各品目の等級を変更することにより、法改正に拠らずに貨物運賃を実質的に増減することが可能ではあるが、そのようなことを想定したものではなく、新しい貨物の出現や商品の用途変更などに対応して等級を変更できるように貨物等級表を法律から外してあるものである。また等級の数の変更は法改正が必要である。
小口扱貨物の運賃は法定されず、運輸大臣に委任されたが、これは小口扱貨物の輸送量が車扱貨物の1割にも満たない量であるため、国会が関与すべきなのは車扱貨物だけで十分であろうという考えであったのと、小口扱貨物の運賃をあまり安くすると車扱貨物から小口扱貨物への転移が起き、あまり高くするとその逆の現象が起きるので、必然的に車扱貨物の運賃との関係が一定の範囲に収まるはずであるという考えがあった。また航路の貨物運賃は規定されていないが、これは航路部分の貨物運賃は別計算されずに、キロ程に基づいて鉄道と通算されるものだからである。

### その他
第8条は、国鉄の総収入に大きな影響を与えない軽微な運賃料金の変更は、運輸大臣の権限で行えることを定めている。これはこの法律で定めた運賃料金に対する割引の設定などに関するもので、災害の際の運賃の減免、学生や児童に対する割引、団体旅客の割引などが含まれる。
第9条は、この法律で定めている以外の運賃料金や法定された運賃料金の適用の細則に関する決定は、運輸大臣の権限で行うことを定めている。前者は手小荷物運賃、寝台料金、貨物保管料、入場料などのことを指しており、これらは些細なものであるという理由で法定せず運輸大臣の権限に任せている。また後者は、最低運賃（初乗り運賃）の設定、端数の整理の仕方、きっぷの払い戻しや変更に関する処理などを指している。なお鉄道営業法の規定の適用を妨げないと条文にあるのは、鉄道営業法とそれに基づく鉄道運輸規程において、国鉄・民鉄を問わずに運賃に関する制限を課しており、第9条に基づいて運輸大臣が決定する運賃も、鉄道営業法・鉄道運輸規程の制約を受けるということを意味している。たとえば、鉄道運輸規程では小児は半額で運送すると規定されているので、それに反する運賃の決定はできない。
第10条以降は附則である。第10条は施行の期日を政令で定めるとしており、条文ごとに施行期日を定められる規定であるのは審議過程で旅客運賃の賃率が修正された結果準備期間が必要となり、旅客運賃と貨物運賃の変更を別の日に実施することになったためである。第11条は鉄道営業法第3条第2項の改正を定めている。この部分では、運賃値上げの際には1か月以上の公告期間が必要と定めていたが、国鉄に関しては国有鉄道運賃法で運賃を定めることになり、国会審議の期間で公告としては十分との考えから、国鉄に対してはこの規定から除外し、また民鉄に関しても7日前で良いということに変更された。第12条では、この鉄道営業法に定める公告期間の規定を当分適用除外することを定めた政令を廃止し、本則に戻ることを定めている。
なおこの法律で定められた運賃は、通行税法に基づく通行税を含んだ値として当初は規定されていた。

## 改正
この法律は、廃止までの間に計19回改正された。以下の表に改正の法令、日時、内容を示す。回数は公布日の順に各改正に番号を振ったもので、元の法律にあるものではない。このうち15回目の改正（昭和49年法律第12号）は、14回目の改正で定めた1974年（昭和49年）3月31日の運賃改定を、物価対策を理由として10月1日に延期するもので、14回目の改正法の施行日を書き換える法律であり、国有鉄道運賃法そのものは変更していない。
| 回数 | 改正法法令番号      | 法令名                                                                                       | 公布年月日     | 施行年月日     | 内容                                                                                           | 法令索引 |
| ---- | ------------------- | -------------------------------------------------------------------------------------------- | -------------- | -------------- | ---------------------------------------------------------------------------------------------- | -------- |
| 1    | 昭和24年法律第48号  | 国有鉄道運賃法の一部を改正する法律                                                           | 1949年4月30日  | 1949年5月1日   | 旅客賃率・航路運賃変更、特別急行料金制定、料金変更                                             |          |
| 2    | 昭和24年法律第105号 | 日本国有鉄道法施行法                                                                         | 1949年5月25日  | 1949年6月1日   | 日本国有鉄道発足に伴う変更                                                                     |          |
| 3    | 昭和24年法律第250号 | 国有鉄道運賃法の一部を改正する法律                                                           | 1949年12月8日  | 1950年1月1日   | 貨物賃率変更                                                                                   |          |
| 4    | 昭和24年法律第283号 | 身体障害者福祉法                                                                             | 1949年12月26日 | 1950年4月1日   | 身体障害者とその介護者の運賃割引規定                                                           |          |
| 5    | 昭和25年法律第45号  | 国有鉄道運賃法の一部を改正する法律                                                           | 1950年3月31日  | 1950年4月1日   | 旅客賃率・航路運賃・料金変更、等級間比率変更、通行税変更、定期運賃割引率増加、遠距離逓減の強化 |          |
| 6    | 昭和26年法律第257号 | 国有鉄道運賃法の一部を改正する法律                                                           | 1951年10月31日 | 1951年11月1日  | 旅客賃率・航路運賃・料金変更、貨物賃率変更                                                     |          |
| 7    | 昭和27年法律第340号 | 国有鉄道運賃法の一部を改正する法律                                                           | 1952年12月27日 | 1953年1月15日  | 旅客賃率・航路運賃・料金変更、貨物賃率変更（貨物は2月1日施行）                                 |          |
| 8    | 昭和29年法律第12号  | 国有鉄道運賃法の一部を改正する法律                                                           | 1954年3月25日  | 1954年4月1日   | 通行税外税化                                                                                   |          |
| 9    | 昭和32年法律第24号  | 国有鉄道運賃法の一部を改正する法律                                                           | 1957年3月30日  | 1957年4月1日   | 旅客賃率・航路運賃・料金変更、貨物賃率変更                                                     |          |
| 10   | 昭和35年法律第97号  | 国有鉄道運賃法の一部を改正する法律                                                           | 1960年6月21日  | 1960年7月1日   | 二等級制化、遠距離逓減緩和、料金の法定制緩和、貨物賃率変更                                     |          |
| 11   | 昭和36年法律第59号  | 国有鉄道運賃法の一部を改正する法律                                                           | 1961年4月5日   | 1961年4月6日   | 旅客賃率・航路運賃変更、等級間比率変更、貨物賃率変更                                           |          |
| 12   | 昭和41年法律第6号   | 国有鉄道運賃法の一部を改正する法律                                                           | 1966年3月4日   | 1966年3月5日   | 旅客賃率・航路運賃変更、貨物賃率変更                                                           |          |
| 13   | 昭和44年法律第22号  | 国有鉄道運賃法の一部を改正する法律                                                           | 1969年5月9日   | 1969年5月10日  | 旅客賃率・航路運賃変更、運賃ゾーン制導入、等級制廃止                                           |          |
| 14   | 昭和48年法律第87号  | 国有鉄道運賃法及び日本国有鉄道財政再建促進特別措置法の一部を改正する法律                     | 1973年9月26日  | 1974年10月1日  | 旅客賃率・航路運賃変更、貨物賃率変更                                                           |          |
| 15   | 昭和49年法律第12号  | 国有鉄道運賃法及び日本国有鉄道財政再建促進特別措置法の一部を改正する法律の一部を改正する法律 | 1974年3月30日  | 1974年3月30日  | 上記改正を1974年3月31日から10月1日に延期                                                       |          |
| 16   | 昭和51年法律第75号  | 国有鉄道運賃法及び日本国有鉄道法の一部を改正する法律                                         | 1976年11月5日  | 1976年11月6日  | 旅客賃率・航路運賃変更、貨物賃率変更                                                           |          |
| 17   | 昭和52年法律第87号  | 国有鉄道運賃法及び日本国有鉄道法の一部を改正する法律                                         | 1977年12月16日 | 1978年3月31日  | 法定制の緩和                                                                                   |          |
| 18   | 昭和53年法律第99号  | 国有鉄道運賃法の一部を改正する法律                                                           | 1978年11月1日  | 1978年11月1日  | 営業キロの法的根拠を定義                                                                       |          |
| 19   | 昭和55年法律第111号 | 日本国有鉄道経営再建促進特別措置法                                                           | 1980年12月27日 | 1980年12月27日 | 地方交通線の運賃計算方法の大臣認可制                                                           |          |

### 旅客賃率の変更
国有鉄道運賃法制定の際の賃率は、それ以前の旅客賃率を約155パーセント引き上げるものであったが、インフレーションの高進は続き、国鉄財政の収支は均衡せず、国の一般会計からの補填を必要とする状態であった。これを回復することを狙って1949年（昭和24年）に旅客運賃を改定する法改正が行われ、約60パーセントの旅客賃率引き上げが行われた。その後も1951年（昭和26年）に25パーセント、1952年（昭和27年）に10パーセントと繰り返しの旅客運賃値上げが行われた。こうした運賃改定の目的は、インフレーションに伴う資材の値上がりや賃金改定に対する穴埋めであり、戦争の被害を復旧し、老朽化設備を更新し、経済の発展に合わせて輸送力を増強していくための本質的な設備投資資金の調達までは行えなかった。
昭和30年代に入ると、経済活動が活発化して神武景気となり、高度経済成長が始まった。これにより国鉄の輸送量は急激に増加して深刻な輸送難となったが、一方で耐用年数を超過した設備の価格が約3500億円もある状況であった。老朽設備の更新と輸送量増に合わせた増強、そして経営合理化に向けた投資などに必要な資金を確保するために、1957年（昭和32年）の運賃改定を申請し、約18パーセントの運賃値上げを見込んだが、政府により値上げを約13パーセントに抑え込まれた。その後も、国鉄は設備投資に必要な資金を見込んで運賃改定を申請するが、政府により抑制されることが繰り返された。政府は物価対策の道具として公共料金の抑制を図り、国鉄の運賃を無理に抑制し、運賃の値上げは率を抑え時期も遅らせて対応した。しかし国鉄運賃の抑制は、物価対策への効果は薄かったと指摘されており、また所得の再分配の観点でも、高所得者の方が国鉄運賃への支出が多いため意義が乏しく、所得税の調整で再分配を行う方が常識的と指摘されている。
国鉄の財政状況は昭和40年代に入ると深刻化した一方で、依然として輸送量は急増を続けており、多額の設備投資資金を必要としていた。しかし政府は物価対策としての公共料金抑制を続け、さらに社会主義運動が盛んだった当時の社会思潮は交通運賃に安さばかりを求め、国鉄運賃の改定を妨げていた。当時の野党、日本社会党には、国鉄労働組合（国労）出身の議員が多数おり、国労も国労から送り出された議員たちも国民の手前、運賃値上げに反対するが、実際には国鉄労働者たちも運賃値上げが達成されなければ困る実情があり、議員団も値上げに対して徹底抗戦することはなかった。
1972年（昭和47年）には、国鉄の財政再建のためにさらなる運賃値上げの運賃法改正案が国会に提出され、衆議院は通過したものの参議院で審議未了・廃案となった。沖縄返還関連法案の審議の影響とされている。1973年（昭和48年）1月に国鉄が再度申請した運賃値上げは、9月に国会を通過してようやく運賃が改定されることになったが、1974年（昭和49年）3月を予定していた運賃改定は、オイルショックによる物価暴騰対策として半年先送りされてしまった。
1975年（昭和50年）に運賃の値上げは行われなかったが、料金の値上げが行われた。国鉄の経営再建が進まない大きな理由に、運賃改定が円滑に行われないことがあることが広く認識されるようになり、この年の国会の審議の際に、運輸大臣の木村睦男や内閣総理大臣三木武夫は運賃法定制の緩和の必要性に言及するようになった。翌1976年（昭和51年）11月には、日本国有鉄道が公社となって以来の最大の運賃引き上げ率となる、50パーセント超の値上げが実施された。この値上げ幅の大きさのために国会審議は難航し、2月に法案が国会に提出されたもののまたもや政争の具となり、5月にいったん継続審議扱いされ、11月になってようやく可決成立した。この間に経営再建計画はさらに遅れていくことになった。国鉄は、50パーセントの値上げにより利用客が減少するため、実際の収入増は37パーセントを見込んでいたが、運賃値上げ3か月後の実績では増収率は29パーセントに留まった
このように運賃法定制による束縛は、国鉄の運賃を常に国会の政争の具とし、運賃の適時改定を妨げ、国鉄財政を破壊する結果を生み出した。経済学者の中西健一は、運賃法定制を、公共企業体労働関係法（公労法）による給与改定に対する裁定制度と並んで、国鉄に対する経営的束縛の最大のものと指摘している。また元運輸官僚の寺前秀一は、財政民主主義のためにあまりに膨大なエネルギーが費やされ、国鉄の日常業務についてまであまりにも国会論議が繰り広げられて国鉄の効率的な経営を阻害した一方で、年金の問題に関しては国会の議論が少なすぎたと指摘している。
以下に国有鉄道運賃法の条文で規定された旅客運賃の賃率（もっとも低い等級のもの）を改正施行日別に示す。単位は円で、1キロメートルあたりの賃率である。
| 回数 | 施行年月日    | 150km以下 | 150km超 | 300km超 | 400km超 | 500km超 | 600km超 | 1000km超 |
| ---- | ------------- | --------- | ------- | ------- | ------- | ------- | ------- | -------- |
| 0    | 1948年7月18日 | 0.90      | 0.65    | 0.65    | 0.65    | 0.65    | 0.65    | 0.65     |
| 1    | 1949年5月1日  | 1.45      | 1.05    | 1.05    | 1.05    | 1.05    | 1.05    | 1.05     |
| 5    | 1950年4月1日  | 1.45      | 1.05    | 1.05    | 1.05    | 0.60    | 0.60    | 0.40     |
| 6    | 1951年11月1日 | 1.85      | 1.30    | 1.30    | 1.30    | 0.70    | 0.70    | 0.45     |
| 7    | 1953年1月15日 | 2.10      | 1.45    | 1.45    | 1.45    | 0.75    | 0.75    | 0.50     |
| 9    | 1957年4月1日  | 2.40      | 1.65    | 1.65    | 1.65    | 0.85    | 0.85    | 0.55     |
| 10   | 1960年7月1日  | 2.40      | 2.40    | 1.20    | 1.20    | 1.20    | 1.20    | 1.20     |
| 11   | 1961年4月6日  | 2.75      | 2.75    | 1.35    | 1.35    | 1.35    | 1.35    | 1.35     |
| 12   | 1966年3月5日  | 3.65      | 3.65    | 3.65    | 1.80    | 1.80    | 1.80    | 1.80     |
| 13   | 1969年5月10日 | 4.20      | 4.20    | 4.20    | 4.20    | 2.05    | 2.05    | 2.05     |
| 14   | 1974年10月1日 | 5.10      | 5.10    | 5.10    | 5.10    | 5.10    | 2.50    | 2.50     |
| 16   | 1976年11月6日 | 7.90      | 7.90    | 7.90    | 7.90    | 7.90    | 3.90    | 3.90     |

### 旅客等級制度の改正
もともと国鉄の運賃は、車内の快適性の便益に応じた費用を徴収するために、一等から三等までの等級制となっていた。運賃は、移動することへの対価であるが、これに快適性への対価も等級制によって含めていた。また特別急行料金や寝台料金などの高速性や快適性に応じた料金も定められていたが、この料金にも等級制が設けられており、特急列車の一等車に乗車するためには、一等運賃と一等特別急行料金を払わなければならなかった。
このため国有鉄道運賃法でも等級制について定めており、三等の運賃の賃率を直接条文で定め、一等と二等については三等運賃に対する倍率を定めていた。当初は三等に対し一等は6倍、二等は3倍とされていたが、これは第二次世界大戦末期の旅客輸送事情がもっとも悪化した時期に利用の制限を図る目的で定めた非常に高い倍率であった。輸送事情の緩和を受けて、訪日外国人観光客の誘致も狙い、1950年（昭和25年）4月1日施行の国有鉄道運賃法5回目の改正において、それぞれ4倍と2倍に引き下げられた。
当初は通行税20パーセントがすべての運賃料金に課されていた（三等運賃のみ5パーセント）が、1950年（昭和25年）4月1日の通行税法改正により、三等の運賃料金は無税となった。1954年（昭和29年）4月1日の施行で、国有鉄道運賃法で定める賃率に別途通行税を加算する方式になったが、この際に倍率を変更しなかったので、一等と二等については実質20パーセント分の値上げとなった。つまり、従来は二等運賃は三等運賃の2倍であったが、このうち120分の20が通行税であった。変更後は二等運賃が三等運賃の2倍のままで、これに別途通行税20パーセントを課すことになり、通行税を含めた二等運賃は三等運賃の2.4倍ということになった。
1960年（昭和35年）7月1日の改正では、三等級制から二等級制への移行が行われた。改正前の時点で、東海道本線の特別急行列車の展望車のみが一等車で、さらに6月1日にこの列車の電車化が行われた際には代替の一等車は用意されなかったので、既に一等車の営業は行われなくなっていた。各等級の車両設備の改善が進み、等級間の差異が少なくなっていたこともあって、二等級制に移行することになった。この際に一等が廃止され、それまでの二等を一等に、三等を二等にする変更が行われた。
1961年（昭和36年）4月6日の改正では、一等運賃の二等運賃に対する倍率が1.666倍に引き下げられた。これに通行税20パーセントを加算するため、通行税込みの倍率は実質2倍となった。1962年（昭和37年）4月1日に通行税が20パーセントから10パーセントに引き下げられたため、一等運賃の倍率は実質約1.833倍となった。
一等車と二等車の設備格差はさらに縮小していき、1969年（昭和44年）5月10日の改正ではついに一等の運賃や料金は廃止され、従来の二等の運賃と料金のみとされた。しかし従前の一等車は依然として連結されているため、これをグリーン車と呼ぶことになり、グリーン料金（特別車両料金）を設定することになった。国有鉄道運賃法では、等級に関する言及が削られた。代わりに運輸大臣認可で設定される各種料金に特別車両料金が加えられた。これにより運賃そのものでは快適性に対する対価はなくなり、代わりにグリーン車（特別車両）に乗車する際にはその快適性の対価として運賃と別に料金を払う形になった。
以下に等級間比率の変遷を表にして示す。この表は条文上の倍率をそのまま表記したものであるが、前記したように通行税の加算方法の変更により、実際に旅客が払う一等・二等の運賃は1954年以降はこの倍率に従って計算したものにさらに通行税を加算したものとなっている。
| 回数 | 施行年月日    | 一等  | 二等     | 三等     | 備考                                         |
| ---- | ------------- | ----- | -------- | -------- | -------------------------------------------- |
| 0    | 1948年7月18日 | 6     | 3        | 1        | 通行税込みの比率（一等二等20 %、三等5 %）    |
| 5    | 1950年4月1日  | 4     | 2        | 1        | 通行税込みの比率（一等二等20 %、三等非課税） |
| 8    | 1954年4月1日  | 4     | 2        | 1        | 通行税別の比率                               |
| 10   | 1960年7月1日  | 2     | 1        | （廃止） | 通行税別の比率                               |
| 11   | 1961年4月6日  | 1.666 | 1        | （廃止） | 通行税別の比率                               |
| 13   | 1969年5月10日 | 1     | （廃止） | （廃止） | 通行税別の比率                               |

### 貨物賃率と等級制度の改定
前述したように、貨物の運賃にも等級制が設定されており、国民生活に必要な物資は安く、ぜいたく品は高くなるように設定されていた。法制定当初は11等級制であった。これに加えて、1950年（昭和25年）に貨物運賃の値上げを行った際には、国会の付帯決議で戦災復興資材と生活必需物資の影響緩和が求められ、結果的にこれらの物資について公共的な観点からの割引が実施された。この公共割引は1972年（昭和47年）まで継続された。
1953年（昭和28年）には貨物運賃の大規模な改正があり、この際には公共性を重視して運賃負担力を重点として等級を設定し、輸送原価への考慮は特に原価の高いものに限ることになった。このために貨物の等級は普通と特別に分けることになり、普通等級は12等級制、特別等級は3等級制となった。
このように当初の等級制度は公共性を重視して各輸送品目の運賃負担力に基づいて設定されていた。このため貨物運賃は、実際の輸送コストに対応したものではなく市場原理によって定められるものでもないため、高い等級の品目の荷主は高い運賃を負担させられることになっていた。他の貨物輸送手段との競争が激しくなると、民間貨物輸送事業者はそうした国鉄では割高な運賃の品目の輸送を奪っていき、国鉄には公共性の観点から安い運賃が設定された貨物や輸送コストが高い貨物ばかりが残ることになり、貨物事業の採算を大きく悪化させることになった。
1957年（昭和32年）に設置された鉄道運賃制度調査会ではこのような事情を受けて、鉄道の独占が失われた現状では原価主義に基づく運賃に改める必要があると答申した。1960年（昭和35年）7月の改正では、普通等級10等級、特別等級4等級に変更された。さらに、なるべく平均的な輸送費用に基づいた単一等級への移行が要望されていたが、1966年（昭和41年）3月の改正では激変緩和のために、4等級制へと大幅に等級を削減する貨物運賃体系に移行した。
その後、政府の公共料金抑制政策のために国鉄の運賃は長らく値上げができず、貨物運賃については8年半にわたって変わらず、1974年（昭和49年）10月にようやく引き上げが行われた。この引き上げも本来3月に予定されていたものが、1973年（昭和48年）のオイルショックの影響による狂乱物価対策で半年先送りされたものであった。この変更では、貨物の等級が3等級制に移行した。
1976年（昭和51年）11月の運賃改定では、国鉄史上空前となる貨物平均53.9パーセントの値上げが実施された。運賃法定制緩和後も複数回の値上げが行われたが、依然として独占時代の負担力主義に基づく差別運賃制度が残っており、競争的な運賃設定の妨げとなっていた。1980年（昭和55年）4月の運賃改定の際にようやく貨物の等級制度が廃止されて一本化された。また定期的に鉄道貨物を利用したり、一定期間に一定数量以上の出荷を約束したりした荷主に対して特別な割引を提供する協定貨物運賃制度も導入された。しかしこれらは、国鉄の国内貨物輸送に占めるトンキロベースの輸送量が8パーセントまで下落してからのあまりに遅すぎる対応であった。この後も民営化まで複数回の貨物運賃値上げが行われたが、値上げしても収入が増加しない傾向となり、貨物の輸送量は減少が続いて輸送力の削減が繰り返されることになった。

### 法定制の緩和
危機的な状態となった国鉄の財政状況から、国鉄運賃決定方式の弾力化が求められるようになった。従来のような法律で具体的な賃率を定める方式では、運賃改定の都度法改正が必要で、実際に改定されるまで長い期間を要し、その間原価割れの輸送を強いられることになっていた。1977年（昭和52年）の国会に、運賃法定制を緩和する国有鉄道運賃法の改正案が提出されたが、第80回、第81回の国会いずれでも継続審査となり、第82回国会では衆議院において国有鉄道運賃法改正案の議員修正が行われたものの廃案となり、第83回国会においてようやく成立することになった。
改正法では、運輸大臣の認可により国鉄が賃率・運賃を定めることが可能となった。当初政府が提出した法案では、運輸大臣認可で可能な運賃改定の限度は、前事業年度が赤字であった場合は物価等変動率プラス15パーセント、黒字であった場合はプラス5パーセントとされていた。しかし第82回国会において、自由民主党、民社党、新自由クラブの共同提案によって議員修正が行われ、運賃改定の実施年度の収入の増加見込み額が、その年度の経費の増加見込み額を超えてはならないと変更され、当初法案より改定可能範囲が圧縮された。この法案は廃案となったが、第83回国会に政府から法案が再提出された際には、第82回国会の際の議員修正案を当初から反映した法案となり、これが成立した。
成立した法律による弾力的な運賃決定方式は、当分の間適用される暫定のものとされた。当分の間とは、国鉄が累積赤字を解消して健全経営の基盤を確立するまでとされ、具体的には昭和50年度末に過去債務対策のために国鉄の債務から棚上げ措置が講じられた額2兆5404億円については、棚上げにより国鉄の経営を圧迫する要因となっていないので、国鉄の累積欠損金の額がこの2兆5404億円を超えなくなったときに、累積赤字が実質的に解消したものとみなされることになった。このため、賃率を定めている法律の本則条文は改正されず、附則第10条の2第2項に追記される形で改正されることになった。
この法改正は、運賃法定制の廃止ではなく緩和とされている。これは運賃法定制とは、運賃の決定根拠が法律または国会議決にあることを求めるもので、具体的な賃率を直接条文で定める方法以外に、設定の原則と改正手続きを法で定め、法で定める限度内で運賃を決定する方式も含むと考えられるからである。緩和法案の審議の際に、そもそも特例法を改正して国鉄の基本賃率を法定の対象から外すべきではないかとの議論もあったが、これはなされなかった。
国鉄運賃の法定制緩和により、財政民主主義の思想も軟化し、その後日本専売公社の販売するタバコの定価を定める製造たばこ定価法も改正されたが、その際には当分の間の限定なしに本則改正として実現され、価格設定に対する慎重な要件もなくなった。独占性を失った国鉄の運賃は既に値上げが限界に近付いており、法定制緩和の効果は限定的であったが、それに対しタバコは専売事業であり値上げは増収効果が期待でき、結果的に法定制の緩和は国鉄の経営よりも専売公社の経営に資するという結果となった。
法定制緩和を受けた運輸大臣認可による国鉄運賃の改定は、1978年（昭和53年）から1986年（昭和61年）（民営化の前年）まで、1983年（昭和58年）の1年を除き毎年実施された。

### 営業キロと擬制キロ
前述したように、国有鉄道運賃法第3条では営業キロに対して旅客の賃率を定めているが、当初の法律では営業キロに対する明確な定義はなかった。よって、キロ程を操作することによって実質的に運賃を増減することが可能であったが、法律はそういう事態を想定したものではないと考えられていた。しかし法律の制定時点で、山手線と城東線（大阪環状線）については営業キロを実際の距離より短縮することで割引する制度が採られており、これは1961年（昭和36年）まで実施されていた。また指宿線（指宿枕崎線）など1960年（昭和35年）に開通した新線4区間では逆に、営業キロを実際の距離より延長することでの運賃割増も行われたことがあったが、新線建設への補助金支給が決まったことで翌年廃止されていた。
1964年（昭和39年）に開通した東海道新幹線は、在来線の東海道本線に対する線路増設との位置づけで建設されたが、必ずしも在来線に併設されず、高速化のために直線的に建設された結果、在来線の東京-大阪間が552.6キロメートルであるところ、新幹線の東京-新大阪間は実測で515.4キロメートルと37.2キロメートル短縮されていた。しかし運賃の計算については、1958年(昭和33年）の日本国有鉄道幹線調査会答申の考え方に沿って、在来線のキロ程をそのまま使用していた。
ところが、東海道新幹線の利用者の一人から1975年（昭和50年）3月に、実際の距離に基づいて計算されるべき運賃を、より長い在来線の営業キロに基づいて計算しているのは国有鉄道運賃法に違反するとして、国鉄に対し差額200円を返還することを求める訴えが起こされた。原告は、運賃法定主義の下では運賃は客観的・一義的に決定されるべきであり、営業キロは国鉄の裁量によって左右される余地はないと主張し、これに対し国鉄側は、国有鉄道運賃法では営業キロについて規定しておらず、法制定時の慣行的取り扱い（実測キロと異なる営業キロの設定）について国鉄に裁量の余地を認めたものだと主張した。
第1審（東京地方裁判所）の1978年（昭和53年）11月30日の判決では、新幹線は在来線と完全に独立した輸送体系を構成しており、在来線の昼間長距離列車の多くが廃止されて相互に互換性がないから、在来線の営業キロに基づいて運賃を計算することは違法であるとした。これに対し、1982年（昭和57年）7月14日の第2審（東京高等裁判所）判決では、法制定時に実測キロと異なる営業キロを制定する例もあったのに、法律で営業キロの定め方を何も規定していないのは、現状を追認して営業キロの設定に国鉄側の一定の裁量を認めている趣旨であり、新幹線の運賃計算に在来線の営業キロを用いるのは国有鉄道運賃法の予定している裁量の範囲内であるとし、原告の敗訴とした。最高裁判所も1986年（昭和61年）3月28日に上告を棄却し、国鉄の勝訴が確定した。
この裁判は、直接返還請求されている運賃の差額は200円に過ぎなかったが、差額の累計は1975年度（昭和50年度）だけで約230億円、1964年（昭和39年）の新幹線開通以来の累計では約1500億円に達するものであった。国鉄は、万一敗訴したとしてもその影響が将来に及ばないように法改正に動き、国有鉄道運賃法第7条の2に営業キロは実測キロを原則とするが、既存の線路に並行して増設した線路については運輸大臣の承認により、既存の線路における駅間距離を基礎として運賃設定できる旨が、1978年（昭和53年）11月1日の改正で追加された。この規定は、単線であった路線を複線化する際に、増設した線路の長さが既存の線路の長さと異なっていても、既存線の営業キロをそのまま採用できるということでもあり、それまでの取扱を正式に法制化したものである。法改正と同時に運輸省令として国有鉄道運賃法施行規則（昭和53年運輸省令第55号）が制定され、営業キロは10分の1キロメートル単位までで表示しその下の桁を四捨五入すること、複線の線路を新設する際にはそれぞれの線路の実測値の平均値を採用することなどを定めていた。
一方、国有鉄道運賃法に定めるように国鉄は長年にわたり全国一律の運賃制度を採用してきた。このために鉄道の特性を発揮しやすい大都市圏においては並行する民鉄に対して2倍にも及ぶ運賃となる区間があって競争力を弱めている一方、地方においては類似する区間を運行する民鉄の半分程度の運賃水準になっている例があるなど、国鉄経営が弾力性を欠く一つの原因となっていた。これに対し、閑散線区に対し特別な運賃を設定する提言が行われてきたが、1980年（昭和55年）12月に日本国有鉄道経営再建促進特別措置法（国鉄再建法）が制定され、この法律で地方交通線の運賃について必要な収入の確保に特に配慮して定めるものとされ、いよいよ線区別運賃制度を導入すべきことが明確化された。
運賃を線区によって変えるためには、賃率を増減する方法と営業キロを増減する方法が考えられる。営業キロを増減して擬制キロを定める方式の方が、対キロ運賃表を全国で一つだけ用意すればよく、すべての線区を通算して運賃計算をすることが容易で、遠距離逓減制の適用もされるなど、実務が簡便となるため明らかに有利な方式であった。ところが、前述したように1978年（昭和53年）の改正で営業キロは実測キロを原則とすることが国有鉄道運賃法に明記されていたため、擬制キロの導入はこれに抵触する可能性が高く、法律の改正が必要であると考えられた。また地方交通線利用料金を運賃と別建てで徴収するという方法も考えられたが、運賃は人や物の移動への対価であるのに対して、料金は移動に関連するサービスへの対価であるとされており、地方交通線の運賃割増は移動自体への対価であることは明らかで、料金にする方法はないとされた。
検討の結果、幹線と地方交通線で賃率を変える方式を採用することにした。前述したように運賃法定制が緩和されていたため、賃率の変更は運輸大臣認可で済むためである。そのときに問題になるのが幹線と地方交通線を連続して乗車する場合の運賃計算方法であり、結局賃率の比率1.1倍で地方交通線の営業キロを換算して幹線の営業キロに加算したものに、幹線の賃率をかけて計算することになった。この計算方式を有効とするために、国鉄再建法の附則第4条による国有鉄道運賃法の改正で、第10条の2第2項に賃率の異なる路線を連続して乗車する場合の運賃計算方法は運輸大臣の認可により国鉄が定める旨が追加された。この方式に基づく加算運賃は1984年（昭和59年）4月20日から実施された。

## 廃止
国鉄分割民営化に伴い、日本国有鉄道改革法等施行法（昭和61年12月4日法律第93号）第110条の規定により、1987年（昭和62年）4月1日に国有鉄道運賃法は廃止となった。それまで、国鉄に対しては日本国有鉄道法により、民鉄に対しては地方鉄道法により規制・監督が行われてきたが、国鉄と民鉄を通じた一元的な法制度を整備する必要があり、鉄道事業法が整備されることになった。同日、鉄道事業法も施行され、その附則第2条の規定により地方鉄道法は廃止された。鉄道事業法第16条では、旅客・貨物の運賃と料金について、運輸大臣の認可を要することが規定され、以降JR・民鉄の運賃と料金はこの条文の規定により認可されることになった。